# رامز النويصري
الشاعر رامز رمضان النويصري
ولد الشاعر في القاهرة بمصر في 25/8/1972، وترعرع وعاش في طرابلس - ليبيا، وفيها درس ومازال مقيماً بها؛ شاعر وقاصّ وكاتب مقالة وناقد. ترجمت مجموعة من نصوصه إلى الإنجليزية والفرنسية والإيطالية. نشر في العديد من الصحف والمجلات والمواقع الليبية والعربية، والعالمية.
وهو عضو رابطة الأدباء والكتاب-ليبيا وعضو اتحاد كتاب الإنترنت العرب.
بدأ الكتابة الشعرية، والقصصية، فعلياً منذ العام 1988، بالاتصال مع برنامج (مما يكتبه المستمعون) الذي كان يعده الأستاذ/سالم العبار (كاتب وقاص، ورئيس تحرير صحيفة أخبار بنغازي)، وفي العام 1990 بدأ الكتابة الصحفية من خلال صحيفة (الطالب)، فترة دراسته بالكلية (كلية الهندسة)، كما نشر في مجلة (لا)، وصحيفة (قاريونس).. وعربياً في مجلة (الكفاح العربي).. وتضمن نشاطه أيضاً المشاركة في المناشط والأمسيات الثقافية.
في العام 1994 كان أول تماس مباشر مع الصحافة من خلال عمله مساعد مخرج وخطاطاً بصحيفة (المدينة) والتي كانت تصدر عن نادي المدينة الرياضي.. إضافة لنشره بعض المواضوعات من خلال الصحيفة.
في العام 1998 كان قد بدأ الكتابة من خلال صحيفة الشط، التي تصدر عن أمانة إعلام طرابلس، ثم أخذتُ مهام «سكرتير التحرير».. وذلك حتى منتصف العام 2000.. حيث انتقل بعدها للكتابة في صحيفة الجماهيرية من خلال زاوية أسبوعية ضمن الملف الثقافي للصحيفة بعنوان (وقت مستقطع) حتى نهاية العام 2005، للتفرغ للكتابة بحرية أكثر في الصحف المحلية والعربية. هذا إضافة للمساهمة في الندوات والأمسيات الثقافية المحلية والعربية، والنشر في الصحف والمجلات المحلية والعربية والإلكترونية.
الإنترنت:
بدأت بناء موقعه الشخصي (خربشات) منذ العام 2000 من خلال مواقع الاستضافة المجانية، وفي ذات العام أنشأت موقع (بلد الطيوب) كأول موقع أدبي ثقافي من داخل ليبيا، وتصدر عنه مجلة (المقتطف) إضافة لمجموعة من الكتب الإلكترونية.

## الإصدارات
1. قليلاً أيها الصخب (شعر)/ أفق (إلكتروني)/ 2003.
2. مباهج السيدة واو (شعر)/ منشورات مجلة المؤتمر- طرابلس/2004.
3. بعض من سيرة المشاكس (شعر)/ دار البيان للنشر والتوزيع والإعلان - بنغازي/ 2004.
4. فيزياء المكان (شعر)/ اللجنة الشعبية العامة للثقافة والإعلام- طرابلس/ 2006.
5. قراءات في النص الليبي-الجزء الأول (نقد)/ مجلس الثقافة العام- بنغازي/ 2006.
6. قراءات في النص الليبي-الجزء الثاني (نقد)/ مجلس الثقافة العام- سرت/ 2008.
7. النافذة (شعر)/ بلد الطيوب (إلكتروني)/ 2010.
8. بلاد تغار من ألواني الزاهية (شعر)/ مؤسسة الكلمة نغم-مصر/2012.
9. في اقتناص القريب (نقد)/ مؤسسة الكلمة نغم- مصر/2013.

مشاركات:
1. الشعراء الشباب (ديوان جامع)/ دار البيان للنشر والتوزيع والإعلان - بنغازي/ 2005.
2. من السطر الأول للرواية الليبية/ إعداد: صلاح عجينة/ دار أنامل/ 2004.
3. نهر الليثي- شعريات ليبية (أنطولوجيا)/ جمعية البيت للثقافة والفنون/ الجزائر/ 2007.
4. نصوص عربية من المحيط للخليج-قصص قصير (مترجم إلى الفرنسية)/ نتيا/ 2005.

المراجع